# Уравнение пятой степени

График полинома 5-й степени с четырьмя критическими точками.

Уравнением пятой степени называют уравнение вида: {\displaystyle ax^{5}+bx^{4}+cx^{3}+dx^{2}+ex+f=0}

## Теорема Виета для уравнения пятой степени
Корни уравнения пятой степени {\displaystyle x_{1},\,x_{2},\,x_{3},\,x_{4},\,x_{5}} связаны с коэффициентами {\displaystyle a,\,b,\,c,\,d,\,e,\,f} следующим образом:
{\displaystyle x_{1}+x_{2}+x_{3}+x_{4}+x_{5}=-{\frac {b}{a}},}
{\displaystyle x_{1}\,x_{2}+x_{1}\,x_{3}+x_{1}\,x_{4}+x_{1}\,x_{5}+x_{2}\,x_{3}+x_{2}\,x_{4}+x_{2}\,x_{5}+x_{3}\,x_{4}+x_{3}\,x_{5}+x_{4}\,x_{5}={\frac {c}{a}},}
{\displaystyle x_{1}\,x_{2}\,x_{3}+x_{1}\,x_{2}\,x_{4}+x_{1}\,x_{2}\,x_{5}+x_{1}\,x_{3}\,x_{4}+x_{1}\,x_{3}\,x_{5}+x_{1}\,x_{4}\,x_{5}+x_{2}\,x_{3}\,x_{4}+x_{2}\,x_{3}\,x_{5}+x_{2}\,x_{4}\,x_{5}+x_{3}\,x_{4}\,x_{5}=-{\frac {d}{a}},}
{\displaystyle x_{1}\,x_{2}\,x_{3}\,x_{4}+x_{1}\,x_{2}\,x_{3}\,x_{5}+x_{1}\,x_{2}\,x_{4}\,x_{5}+x_{1}\,x_{3}\,x_{4}\,x_{5}+x_{2}\,x_{3}\,x_{4}\,x_{5}={\frac {e}{a}},}
{\displaystyle x_{1}\,x_{2}\,x_{3}\,x_{4}\,x_{5}=-{\frac {f}{a}}.}

## Решение
Точной формулы решения уравнения пятой степени в радикалах не существует. Если {\displaystyle a=1,f=0}, то уравнение имеет вид:
{\displaystyle x^{5}+bx^{4}+cx^{3}+dx^{2}+ex=0}, где {\displaystyle x} выносим за скобки (см. Сводное уравнение)
{\displaystyle x(x^{4}+bx^{3}+cx^{2}+dx+e)=0}, где один из корней равен нулю.
В скобках уравнение четвертой степени.
Если {\displaystyle b=d=0}, уравнение биквадратное. Один из корней равен нулю, остальные корни ищут по формуле
{\textstyle \pm {\sqrt {-c\pm {\frac {\sqrt {c^{2}-4e}}{2}}}}}.
Если {\displaystyle b=e=0}, уравнение в скобках имеет вид
{\displaystyle x^{4}+cx^{2}+dx=0}, где выносим за скобки:
{\displaystyle x(x^{3}+cx+d)=0}, где один из корней ноль, остальные три корня ищем по формуле Кардано.

Также, решение общего уравнения пятой степени может быть сведено с помощью замен и преобразования Бринга-Жерара к уравнению вида {\displaystyle x^{5}+x+a=0}

Решение уравнения вида {\displaystyle x^{5}+x+a=0} может быть представлено в виде ряда:
{\displaystyle \sum _{n=0}^{\infty }(-1)^{n}{\frac {(5n)!}{(4n+1)!n!}}a^{4n+1}}

## Пример
Решите уравнение
{\displaystyle x^{5}+5x=0}.
Решение. Выносим {\displaystyle x} за скобки:
{\displaystyle x(x^{4}+5)=0}.
Раскладываем {\displaystyle x^{4}+5} на множители:
{\displaystyle x(x-{\frac {\sqrt[{4}]{5}}{\sqrt {2}}}-{\frac {\sqrt[{4}]{5}}{\sqrt {2}}}i)(x+{\frac {\sqrt[{4}]{5}}{\sqrt {2}}}-{\frac {\sqrt[{4}]{5}}{\sqrt {2}}}i)(x+{\frac {\sqrt[{4}]{5}}{\sqrt {2}}}+{\frac {\sqrt[{4}]{5}}{\sqrt {2}}}i)(x-{\frac {\sqrt[{4}]{5}}{\sqrt {2}}}+{\frac {\sqrt[{4}]{5}}{\sqrt {2}}}i)=0}.
Уравнение имеет пять корней:
{\displaystyle x_{1}=0}, {\displaystyle x_{2}={\frac {\sqrt[{4}]{5}}{\sqrt {2}}}+{\frac {\sqrt[{4}]{5}}{\sqrt {2}}}i}, {\displaystyle x_{3}=-{\frac {\sqrt[{4}]{5}}{\sqrt {2}}}+{\frac {\sqrt[{4}]{5}}{\sqrt {2}}}i}, {\displaystyle x_{4}=-{\frac {\sqrt[{4}]{5}}{\sqrt {2}}}-{\frac {\sqrt[{4}]{5}}{\sqrt {2}}}i}, {\displaystyle x_{5}={\frac {\sqrt[{4}]{5}}{\sqrt {2}}}-{\frac {\sqrt[{4}]{5}}{\sqrt {2}}}i}.